# Free running
Freerunning (or free running/FR) é uma disciplina acrobática e  atlética fundada por Sébastien Foucan, que escreveu um livro sobre o assunto. Foucan começou o que chamou de "freerunning" em 2003, que ele desenvolveu como uma forma mais inclusiva de parkour. O desenvolvimento de Parkour do treinamento militar obstáculo se presta à arte marcial como meio de evitar armas e eficientemente fechando uma distância para um oponente. Freerunning é uma versão de parkour que acrescenta movimentos acrobáticos que são puramente estéticos, também conhecidos como tricking.

## Etimologia
A palavra "freerunning" foi usada pela primeira vez no documentário, Jump London. O nome surgiu por uma sugestão de Guillaumme Pelletier, que estava trabalhando com Foucan na época. O raciocínio por trás do nome era, para citar Foucan, "Livre" porque é gratuito e apenas "executando". No documentário, a freerunning foi definida como uma tradução em inglês do parkour.

## História
Na Europa Ocidental, a ideia de superar os obstáculos para o desenvolvimento pessoal ou o esporte originou-se com Georges Hébert. Ele observou tribos nativas não treinadas na África com habilidade atlética fantástica e criou o sistema do "método natural" para treinar pessoas usando as mesmas ideias. Suas ideias eventualmente levaram a "parcours du combattant" ("curso de obstáculos", literalmente "curso de assalto"), que agora é um padrão de treinamento militar.

## Movimentos Utilizados
- Axe Kick (Chute Machado)
- Aerial Jump (Salto Aéreo)
- Aú Sem Mão (Estrela sem mão)
- Front Flip (Mortal de Frente)
- Back Flip (Mortal de Costas)
- Butterfly Twist (ou Bizon ou Mariposa ou B-Twist)
- Paradas de Mãos (Bananeira)
- Gainer (Invertido)
- Double Leg (Armada Dupla)
- Double Cork
- Cheat Gainer(pé na lua)
- Kickflip
- Aspiral
- Wall Flip (Mortal para trás com passos na parede)
- Wall Flip 180º
- Wall Flip 360º
- Monkey Wall Flip
- Wall Spin (Giro na Parede)
- Leg Wall Flip
- Leg Wall Spin
- Wall Palm Flip
- Leg Wall Palm Flip
- Wall Trinity
- Palm Spin (Giro com Palma da Mão)
- Reverse Palm Spin (Giro Reverso com Palma da Mão)
- Leged Palm Spin
- Barrel Vault
- Twist Kong
- Rayden
- Screwdriver
- Dash Bomb
- Arabe Flip
- Side Flip (Mortal Lateral)
- Aerial Twist
- Flic Flac (Reversões)
- Cambalhotas

## Movimentos de força e equilíbrio
- Frog Stand & Climb
- Front Hand Plant
- Side Hand Plant (Queda de Rim )
- One Handed Front Plant
- One Handed Side Plant ( Queda de Rim de uma mão )
- Twisted Hand Stand
- Bridge
- Handstand